# Neidburg
Die Neidburg (polnisch Zamek Rajsko) ist eine Burgruine in Zapusta (deutsch Voglsdorf) in der Stadt- und Landgemeinde Olszyna (Mittel Langenöls) im Powiat Lubański der Woiwodschaft Niederschlesien in Polen. Die Ruine liegt am rechten Ufer der Queis oberhalb der Marklissa-Talsperre. Historisch gehörte die Neidburg zum Herzogtum Schweidnitz-Jauer.

## Geschichte
Die Neidburg entstand in der zweiten Hälfte des 13. Jahrhunderts während der Herrschaft des Schweidnitzer Herzogs Bolko I. Zusammen mit der Burg Greiffenstein diente sie dem Schutz der westlichen Grenze des Herzogtums Schweidnitz-Jauer gegenüber der Oberlausitz. Während der Hussitenkriege wurde die Neidburg erobert und zerstört.
1863 erwarb die Burgruine Alexander von Minutoli, dem schon das unweit gelegene Schloss Friedersdorf gehörte. Er ließ 1875 bis 1878 auf den vorgefundenen Grundmauern der Ruine eine Burg im Stil der Neugotik aufbauen, wobei die noch vorhandenen Steinkeller, Sand- und Marmorstukkaturen und andere Bauteile in den Burgbau integriert wurden. Da Alexander von Minutoli ein großer Kunstliebhaber und -sammler war, legte er in den erneuerten Burgräumen u. a. eine reiche Glas-, Keramik- und Gemäldesammlung an. Außerdem wurde eine Steintreppe zum Ufer des Queis angelegt, die noch heute erhalten ist. Nach Alexander von Minutolis Tod 1887 wurde dessen Tochter Anna von Minutoli Erbin seiner Besitzungen. Verwitwet heiratete sie 1894 den Afrikaforscher Joachim Graf von Pfeil und Klein Ellguth, der die Burg bis 1919 als Museum für seine Sammlungen nutzte.
1918/1919 verwüsteten Aufständische die Anlage. Nachfolgend schenkte sie Graf Joachim von Pfeil dem Verband der deutschen Jugendherbergen. Dieser baute sie 1924–1925 durch den Görlitzer Architekten Stange zu einer Jugendherberge um und benannte sie „Graf-Joachim-Pfeil-Jugendherberge“. Nach dem Übergang an Polen 1945 infolge des Zweiten Weltkriegs wurde die Burg ausgeplündert und verfiel zur Ruine. Gegenwärtig ist sie in privater Hand und wird zu touristischen Zwecken genutzt.

## Baubeschreibung
Die Anlage umfasste ein über ein Kielbogenportal zugängliches Hauptgebäude mit Staffelgiebeln, einen bergfriedartigen Aussichtsturm und einen Zwinger. Auf einer niedrigeren Felsstufe Richtung See entstand ein polygonaler Anbau.